# Ethel Pozo
Ethel Rocío Pozo Valcárcel (Lima, 15 de diciembre de 1980) es una presentadora de televisión, personalidad de televisión y empresaria peruana.

## Biografía
Hija de la presentadora de televisión Gisela Valcárcel y de Jorge Pozo. Debido a la ausencia paternal de Pozo, es criada por el tío de Gisela como referente paterno.
Realiza sus primeros años de estudios escolares en el colegio San Felipe (Miraflores) y posteriormente en el Newton College de la ciudad de Lima.
Ingresa a la Universidad de Lima, en la que se gradua como comunicadora. Posteriormente, realiza su posgrado en la misma universidad bajo la especialidad de Comunicación Corporativa, Identidad e Imagen.
En 2014, participa en la película Loco cielo de Abril, dirigida por Sandro Ventura.
En 2017, debuta en la conducción, junto a Yaco Eskenazi, en el reality de cocina Mi mamá cocina mejor que la tuya, programa que conduce hasta 2023.
En 2018, participa junto a su madre en la teleserie De vuelta al barrio, y protagoniza la obra teatral Hadas, nunca dejes de soñar.
En 2019, conduce el matinal El show después del show junto a Renzo Schüller, Natalia Salas y Edson Dávila "Giselo". En ese mismo año, participa en la película Papá X Tres, y protagoniza la obra teatral Ciudad de fantasía.
En 2020, es convocada para formar parte del programa matutino América hoy, donde vuelve a trabajar con Dávila y se suman más tarde Janet Barboza, Christian Domínguez y Melissa Paredes, siendo esta última reemplazada por Brunella Horna.
En 2021, lanza su libro titulado Nace una madre, ¿Nace la culpa?.
En 2022, vuelve a trabajar con Eskenazi en el nuevo programa de GV Producciones: En esta cocina mando yo.

## Vida personal
Está divorciada de Fernando Garabán con él que tiene dos hijas: Doménica y Luana. Después de su divorcio, tiene una relación entre 2014 y 2018 con el actor y comediante Franco Cabrera.
Después, tiene una relación con Julián Alexander, hermano de la productora televisiva Michelle Alexander, con quién se casa en una hacienda en Pachacamac en septiembre de 2022, en una ceremonia privada, en la que los medios de comunicación son excluidos.

## Otras actividades
Desde 2004, administra los negocios de su madre como Amarige Salón y Spa, y la empresa productora de contenidos GV Producciones.

## Filmografía
| Televisión           | Televisión                                   | Televisión                      | Televisión                                  | Televisión |
| Programas            | Programas                                    | Programas                       | Programas                                   | Programas  |
| Año                  | Título                                       | Rol                             | Notas                                       | Ref.       |
| -------------------- | -------------------------------------------- | ------------------------------- | ------------------------------------------- | ---------- |
| 2017–2021; 2023      | Mi mamá cocina mejor que la tuya             | Ella misma                      | Presentadora                                | [ 9 ]      |
| 2018                 | Gisela busca... el amor                      | Ella misma                      | Invitada Especial                           |            |
| 2018                 | El artista del año                           | Ella misma                      | Jueza Invitada (Jurado VIP)                 |            |
| 2018                 | El dúo perfecto                              | Ella misma                      | Invitada Especial (Secuencia: El desafío)   |            |
| 2018                 | Teletón 2018: Nos falta mucho, nos faltas tú | Ella misma                      | Invitada Especial (Secuencia: Gira Teletón) |            |
| 2019                 | El show después del show                     | Ella misma                      | Presentadora                                |            |
| 2019                 | Teletón 2019: De todos, para todos           | Ella misma                      | Invitada Especial (Secuencia: Gira Teletón) |            |
| 2019                 | El artista del año: Especial de 2019         | Ella misma                      | Presentadora (Edición especial)             |            |
| 2020–presente        | América hoy                                  | Ella misma                      | Presentadora                                | [ 18 ]     |
| 2021                 | La gran noche del año                        | Ella misma                      | Presentadora (Edición especial)             |            |
| 2021                 | Reinas del show 2                            | Ella misma                      | Comentarista                                |            |
| 2021                 | Américlub                                    | Ella misma                      | Invitada Especial                           |            |
| 2022                 | Américlub                                    | Ella misma                      | Invitada Especial                           |            |
| 2022–2023            | En esta cocina... mando yo                   | Ella misma                      | Presentadora                                |            |
| Series y telenovelas |                                              |                                 |                                             |            |
| Año                  | Título                                       | Personaje                       | Notas                                       | Ref.       |
| 2018                 | De vuelta al barrio                          | Esther Bravo                    | Rol de invitada especial                    |            |
| 2022                 | Al fondo hay sitio                           | "Charito"                       | Spot televisivo                             |            |
| 2022                 | Luz de luna 2: Canción para dos              | Ella misma                      | Rol de invitada especial                    |            |
| 2023                 | Maricucha 2                                  | "Afrodita"                      | Rol recurrente                              |            |
| 2024                 | Luz de esperanza                             | Carolina                        | Rol de invitada especial                    |            |
| Cine                 |                                              |                                 |                                             |            |
| Año                  | Título                                       | Personaje                       | Notas                                       | Ref.       |
| 2014                 | Loco cielo de Abril                          | Daniela                         | Rol Principal                               |            |
| 2019                 | Papá X Tres                                  | Mamá en Paseo                   | Rol Secundario                              |            |
| Teatro               |                                              |                                 |                                             |            |
| Año                  | Título                                       | Personaje                       | Notas                                       | Ref.       |
| 2018                 | Hadas, nunca dejes de soñar                  |                                 | Rol Protagónico                             | [ 19 ]     |
| 2019                 | Ciudad Fantasia                              |                                 | Rol Protagónico                             | [ 20 ]     |
| Literatura           |                                              |                                 |                                             |            |
| Año                  | Título                                       | Título                          | Notas                                       | Ref.       |
| 2021                 | Nace una madre, ¿Nace la culpa?              | Nace una madre, ¿Nace la culpa? | (Escritora)                                 | [ 21 ]     |

### Spots publicitarios
- Plaza Vea (2022) como Imagen comercial.